# Zavaidoc
Zavaidoc (pseudonimul lui Marin Gheorghe Teodorescu, n. 8 martie 1896, Pitești – d. 13 ianuarie 1945, București) a fost un cântăreț român de etnie romă, interpret de muzică populară românească și de romanțe din perioada interbelică.

## Biografie
S-a născut la data de 8 martie 1896 în Pitești, județul Argeș, fiind al doilea copil al Constanței și violonistului-țimbalist Tănase Theodorescu. Primele îndrumări muzicale le primește de la tatăl său, care-i cumpără o chitară. La vârsta de 13 ani tatăl său moare, astfel începe să cânte într-o mică formație cu frații săi, denumită Frații Teodorescu: Vasile - vioară, Zoe - armonică, Marin - chitară și voce.
În data de 3 octombrie 1916 este luat în armată și participă la Primul Război Mondial făcând parte din echipele artistice ale armatei care au susținut concerte și spectacole prin spitale. În această perioadă are ocazia să cânte răniților pe linia frontului din Moldova și să evolueze alături de cântăreața Elena Zamora, taraful lui Fănică Luca și de compozitorul George Enescu.
În 1918 este înrolat la Pitești la Regimentul 44 Infanterie, pentru a-i fi aproape fratelui său Vasile, avându-l comandant pe Traian Moșoiu (cel care l-a poreclit Zavaidoc, nume ce provine de la  străvechiul zavaidoaca, ce poartă semnificația de năbădăios).
În perioada 1918-1920 se stabilește definitiv în București unde primește lecții de canto, mai întâi, de la profesorul Dimitrie Cutavas, apoi de la tenorul Operei Române Dumitru Mihăilescu-Toscani și, ulterior, bucurându-se chiar de îndrumarea baritonului Petre Ștefănescu-Goangă. Primește de la aceștia invitația de a deveni solist de operă. Acesta refuză, spre a face o carieră solidă de diseur, la marile restaurante, grădini și baruri bucureștene.
În 1926 semnează primul contract cu casa de discuri Columbia Records, înregistrând o serie de șase melodii imprimate pe trei discuri. Rămâne fidel acestei case de discuri, reînnoindu-și anual contractele de colaborare și înregistrând de-a lungul carierei sale aproape 60 de discuri. Aparițiile discografice îi aduc numai beneficii, având câștiguri de ordinul milioanelor ținute la Banca Marmorosch Blank.
Între anii 1930-1940 are o intensă activitate de diseur, devenind vedeta restaurantelor bucureștene unde avea angajamente: „Vișoiu”, „Carpați”, „Parcul Trandafirilor”, „Unic”, „Bufetul” (de la Șosea), „Coșna” (de lângă Piața Buzești), „Mărășești”, „Cireșica”, „La cotitură”, „Slepincar”, „Roata lumii”, „Marița Borțoasa” (peste drum de Atelierele C.F.R. Grivița) și, nu în ultimul rând, „Berbec”, de lângă Cișmigiu. Aici toți vatmanii tramvaielor opreau strigând „Stația Zavaidoc! Dă-te neamule jos, să mănânci pește batoc și să-ți cânte Zavaidoc.

Mărturia autografă a Elenei Zamora

În 1934 efectuează un turneu la Focșani, unde o cunoaște pe Constanța. Se căsătorește cu aceasta (mai tânără decât artistul cu 15 ani), având împreună trei copii.
În 1937 participă alături de orchestra lui Grigoraș Dinicu la Expoziția Internațională de la Paris însoțind delegația românească. Face senzație aici, în Cartierul Latin, la restaurantul românesc condus de George Botez – fratele renumitului diseur Titi Botez.
În 1938 face ultimele înregistrări la casa de discuri Columbia, imprimate pe trei discuri de patefon.
În 1940 moare fratele său, violonistul Vasile Theodorescu, fiind înmormântat la cimitirul Sf. Vineri din București. Diseurul atinsese o popularitate atât de mare încât publicul intrase în panică, crezând că a murit însuși Zavaidoc.
În 1941 revine la Pitești unde inaugurează cel mai mare restaurant, numit „Tuluca”, cântând seară de seară cu fetița în brațe. Își face aici ulterior angajamente și la localurile „Stoica” și „Tralea”.
În 1942 ajunge plutonier în rezervă și primește ordin de concentrare la o unitate din Târgoviște. Pleacă ulterior, cutreierând echipele artistice ale armatei în Basarabia și Transnistria.
În 1943 la Tighina cântă la restaurantul de lux „Victoria”, pe fațada căruia era scris cu litere mari: „Aici cântă marele cântăreț român Zavaidoc, venit să distreze armata română”. În contextul poposirii sale în Basarabia, este adus la Odessa într-o mașină a marelui Stat Major, spre a cânta în fața mareșalului Ion Antonescu. Reîntors la Târgoviște, își deschide un bufet în incinta regimentului unde era mobilizat.
În ziua de 4 aprilie 1944, locuința sa din str. Costache Marinescu nr.4 de lângă Gara de Nord este bombardată și incendiată de aviația americană, obligându-l să se refugieze la Caracal. Cântă în această perioadă la un restaurant din Caracal, apoi la Roșiorii de Vede (acompaniat de o formație de 20 de instrumentiști) și la Câmpulung-Muscel, la restaurantul „Viscol”, unde poposeau soldați sovietici pentru care special învățase melodia „Oci Ciornie”.
În noiembrie 1944, poposind la Turnu Măgurele, i se naște cel de-al treilea copil, cade la pat, tensiunea îi ajunge la 28 și se îmbolnăvește de nefrită galopantă. Pe 31 decembrie este nevoit să se interneze la Spitalul „Filantropia” din București, lipsa medicamentelor pe timp de război și consecințele bolii îi provoacă orbirea.

## Decesul
Moare la data de 13 ianuarie 1945 la București, fiind înmormântat în Cimitirul Mănăstirii Cernica.

## Aprecieri
„Când cânta «Maria neichii, Marie»... ehe... plângea lumea... și plâng și eu acum... Cânta multe cântece.: «De când ne-a aflat mulțimea», cânta și romanțe, cântece de petrecere, cânta de toate... El încheia programul. Ridica sala-n picioare. Era un bărbat cuminte, la locul lui, iubit de public și de femei. Nu era înalt. Era arătos.”—Florea Voinicilă, violonist în taraful lui Zavaidoc.
„Cred că era prin '44... Îl concentrase pe tatăl meu la Tighina, la Nistru, unde era toată armata camuflată. Era război. La Tighina, trei cămăși pe noapte schimba. Nu era microfon ca acum, cu plămânii cânta. Îi spunea mamei: «Să-mi pregătești câte o cămașă, pe portmantou...» Trecea apoi pe culoar, se schimba și cânta toată noaptea.”—Constanța Teodorescu-Zavaidoc, fiica rapsodului.

## Opere literare inspirate din viața lui Zavaidoc
Zavaidoc în anul iubirii de Doina Ruști, editura Bookzone, 2025